# Stadl an der Mur
Stadl an der Mur là một đô thị thuộc huyện Murau thuộc bang Steiermark, nước Áo. Đô thị Stadl an der Mur có diện tích 106,73 km², dân số thời điểm năm 2005 là 884 người.